# Erbray
Erbray (bretonsko Ervoreg) je naselje in občina v francoskem departmaju Loire-Atlantique regije Loire. Leta 2013 je naselje imelo 2.948 prebivalcev.

## Geografija
Kraj leži v pokrajini Bretaniji 64 km severovzhodno od Nantesa.

## Uprava
Občina Erbray skupaj s sosednjimi občinami La Chapelle-Glain, Châteaubriant, Fercé, Grand-Auverné, Issé, Juigné-des-Moutiers, Louisfert, La Meilleraye-de-Bretagne, Moisdon-la-Rivière, Noyal-sur-Brutz, Petit-Auverné, Rougé, Ruffigné, Saint-Aubin-des-Châteaux, Saint-Julien-de-Vouvantes, Soudan, Soulvache  in Villepot sestavlja kanton Châteaubriant; slednji se nahaja v okrožju Châteaubriant.

## Zanimivosti
- cerkev sv. Martina,
- kapela Notre-Dame-de-Liesse, Les Landelles.